# Moulins-sur-Tardoire
Moulins-sur-Tardoire község Franciaország Új-Aquitania régiójában, Charente megyében. Új községként 2019. január 1-jén jött létre két korábbi község: Vilhonneur és Rancogne egyesítésével. Lakosainak száma 804 fő (2022. január 1.).

## Népesség
| Lakosok száma | 777  | 777  | 770  | 781  | 793  | 804  |
|               | 2017 | 2018 | 2019 | 2020 | 2021 | 2022 |